# عمرو بن مرزوق
أبو عثمان عمرو بن مرزوق البصري، الباهلي بالولاء، محدث بصري، وُلد سنة بضع وثلاثين ومائة، قال محمد بن عيسى بن أبي قماش: سألت يحيى بن معين عن عمرو بن مرزوق، فقال: ثقة مأمون، صاحب غزو وقرآن وفضل. مات بالبصرة في صفر سنة أربع وعشرين ومائتين.

## روايته للحديث النبوي
- روى عن: مالك بن مغول، وعكرمة بن عمار، وشعبة بن الحجاج، وحماد بن سلمة، وعبد الرحمن المسعودي، وأبي إدريس صاحب لأنس بن مالك، وحماد بن زيد، وطائفة.
- حدث عنه: البخاري في «صحيحه» مقرونًا بآخر، وأبو داود في «سننه» وهو من كبار شيوخه، وحرب الكرماني، وأبو زرعة الرازي، وعبد الكريم بن الهيثم العاقولي، وعثمان بن خرزاذ الأنطاكي، وأحمد بن داود المكي، وأبو بكر بن أبي عاصم، وأبو مسلم الكجي، ومحمد بن محمد بن حيان التمار، وأبو خليفة الجمحي، وعدد كثير.

## أقوال العلماء فيه
- أبو حاتم الرازي: ثقة من العباد، أحسن أصحاب شعبة حديثا.
- أبو حاتم بن حبان البستي: ربما أخطأ، لم يكثر خطؤه حتى يعدل به عن سنن العدول ولكنه أتى منه بما لا ينفك منه البشر، وليس الشيء الذي عليه العالم مجبولون حتى لا ينفك منه أحد منهم بموجب من وجد ذلك فيه قد جاء ما لم يفحش ذلك منه، فإذا فحش استحق إلزاق الوهن به حينئد.
- أبو عبد الله الحاكم النيسابوري: سيئ الحفظ.
- أحمد بن حنبل: رجل صالح، ومرة: ثقة مأمون فتشنا عما قيل فيه فلم نجد له أصلا.
- أحمد بن صالح الجيلي: ضعيف، ليس بشيء.
- ابن حجر العسقلاني: ثقة فاضل له أوهام، ومرة: لم يخرج عنه البخاري في الصحيح سوى حديثين متابعة لم يخرج له احتجاجا.
- مصنفوا تحرير تقريب التهذيب: ثقة، قوله: له أوهام، لو لم يذكره لكان أحسن.
- الدراقطني: صدوق، كثير الوهم.
- الذهبي: فيه بعض الشيء.
- زكريا بن يحيى الساجي: صدوق من أهل القرآن والجهاد.
- سليمان بن حرب الأزدي: جاء بما ليس عندهم فحسدوه.
- عفان بن مسلم الصفار: كان يرضاه.
- علي بن المديني: أمر بترك حديثه، ومرة: ذهب حديثه.
- محمد بن سعد كاتب الواقدي: ثقة، كثير الحديث عن شعبة.
- محمد بن عمار الموصلي: ليس بشيء.
- يحيى بن سعيد القطان: لا يرضاه.
- يحيى بن معين: ثقة مأمون صاحب غزو وقرآن وفضل.[3]